# Volodymyr Chtcherbytskiï
Vladimir Vassilievitch Chtcherbitski (en russe : Владимир Васильевич Щербицкий) ou Volodymyr Vassylovytch Chtcherbytskiï (en ukrainien : Володимир Васильович Щербицький – né à Verkhnodniprovsk, dans l'oblast de Dnipropetrovsk, le 17 février 1918 et décédé à Kiev le 16 février 1990) est un homme d'État ukrainien.

## Biographie
Vétéran de la Seconde Guerre mondiale, Vladimir Chtcherbitski fut chef de gouvernement de la république socialiste soviétique d'Ukraine de 1961 à 1963 puis à nouveau de 1965 à 1972.
À partir de 1972, il fut le secrétaire général du Parti communiste d'Ukraine. Dans les années 1980, il conduisit la politique de russification de l'Ukraine ouvrant la porte à l'épuration du parti communiste ukrainien et l'arrestation des militants pour la défense des droits de l'homme. En septembre 1989, il décida de se retirer, officiellement pour raison de santé, succédé à ce poste par Volodymyr Ivachko.
En fait, le 18 septembre 1989, lors de la réunion du comité central du PCUS organisé sur le problème des nationalités, le président Mikhail Gorbatchev réussit à mettre à l'écart les « conservateurs » menés par Viktor Tchebrikov et Vladimir Chtcherbitski.
Il meurt cinq mois plus tard. Parmi les causes possibles de sa mort on évoque le cancer, la pneumonie et le suicide. Il est enterré au cimetière Baïkov, à Kiev. Son épouse est décédée en 2015 à 92 ans.